# Coupe de l'AFC 2018
Navigation
Édition précédente Édition suivante
La Coupe de l'AFC 2018 est la 15e édition de la seconde plus prestigieuse des compétitions inter-clubs asiatiques. Les équipes se sont qualifiées par le biais de leur championnat respectif ou en remportant leur coupe nationale. Le double tenant du titre, le club irakien d'Al-Qowa Al-Jawiya, remet son titre en jeu, puisque l'Irak ne peut pas remplir les conditions demandées par l'AFC pour pouvoir aligner une formation en Ligue des champions de l'AFC.

## Participants
Pour cette édition 2018, le Comité des compétitions de l'AFC reconduit le format pour la Coupe de l'AFC en répartissant les participants en cinq zones (Asie de l'Ouest, Asie centrale, Asie du Sud, ASEAN et Asie de l'Est). Le vainqueur de la zone Ouest et le vainqueur d'un mini-tournoi entre les quatre autres zones se qualifieront pour la finale,.
Les 46 fédérations membres de l'AFC (à l'exception des Îles Mariannes du Nord qui ont un statut de membre associé) sont classées selon les performances de leurs sélections nationales et de leurs clubs au cours des quatre dernières années dans les compétitions organisées par l'AFC. Pour les éditions 2018 et 2019, c'est le classement de 2017 qui est utilisé.
Les 44 équipes suivantes provenant de 26 associations entrent dans la compétition. Les équipes en italique participent aux barrages de la Ligue des champions de l'AFC 2018 mais intègreront directement la phase de groupes de la Coupe de l'AFC si elles échouent à se qualifier en Ligue des champions. Si elles obtiennent leur qualification, elles seront remplacées par une autre équipe de leur fédération.
| Asie de l'ouest | Asie de l'ouest | Asie de l'ouest | Asie de l'ouest | Asie de l'ouest | Asie de l'ouest | Asie de l'ouest | Asie de l'ouest | Asie de l'ouest | Zone ASEAN | Zone ASEAN | Zone ASEAN | Zone ASEAN | Zone ASEAN | Zone ASEAN | Zone ASEAN | Zone ASEAN | Zone ASEAN |
| Phase de groupes | Phase de groupes | Phase de groupes | Phase de groupes | Phase de groupes | Phase de groupes | Phase de groupes | Phase de groupes | Phase de groupes | Phase de groupes | Phase de groupes | Phase de groupes | Phase de groupes | Phase de groupes | Phase de groupes | Phase de groupes | Phase de groupes | Phase de groupes |
| --- | --- | --- | --- | --- | --- | --- | --- | --- | --- | --- | --- | --- | --- | --- | --- | --- | --- |
| - Al-Qowa Al-Jawiya Champion d'Irak en 2016-2017 - Al-Zawra'a SC Vainqueur de la Coupe d'Irak 2016-2017 - Al Jaish Champion de Syrie en 2016-2017 - Al Wahda Vainqueur de la Coupe de Syrie 2017 - Al-Faisaly Club Champion de Jordanie en 2016-2017 - Al-Jazira Club Vice-champion de Jordanie en 2016-2017 - Malkiya SCC Champion de Bahreïn en 2016-2017 - Manama Club Vainqueur de la coupe de Bahreïn 2017 - Al Ahed Beyrouth Champion du Liban en 2016-2017 - Al-Ansar Club Vainqueur de la coupe du Liban 2016-2017 - Dhofar Club Champion d'Oman en 2016-2017 | - Al-Qowa Al-Jawiya Champion d'Irak en 2016-2017 - Al-Zawra'a SC Vainqueur de la Coupe d'Irak 2016-2017 - Al Jaish Champion de Syrie en 2016-2017 - Al Wahda Vainqueur de la Coupe de Syrie 2017 - Al-Faisaly Club Champion de Jordanie en 2016-2017 - Al-Jazira Club Vice-champion de Jordanie en 2016-2017 - Malkiya SCC Champion de Bahreïn en 2016-2017 - Manama Club Vainqueur de la coupe de Bahreïn 2017 - Al Ahed Beyrouth Champion du Liban en 2016-2017 - Al-Ansar Club Vainqueur de la coupe du Liban 2016-2017 - Dhofar Club Champion d'Oman en 2016-2017 | - Al-Qowa Al-Jawiya Champion d'Irak en 2016-2017 - Al-Zawra'a SC Vainqueur de la Coupe d'Irak 2016-2017 - Al Jaish Champion de Syrie en 2016-2017 - Al Wahda Vainqueur de la Coupe de Syrie 2017 - Al-Faisaly Club Champion de Jordanie en 2016-2017 - Al-Jazira Club Vice-champion de Jordanie en 2016-2017 - Malkiya SCC Champion de Bahreïn en 2016-2017 - Manama Club Vainqueur de la coupe de Bahreïn 2017 - Al Ahed Beyrouth Champion du Liban en 2016-2017 - Al-Ansar Club Vainqueur de la coupe du Liban 2016-2017 - Dhofar Club Champion d'Oman en 2016-2017 | - Al-Qowa Al-Jawiya Champion d'Irak en 2016-2017 - Al-Zawra'a SC Vainqueur de la Coupe d'Irak 2016-2017 - Al Jaish Champion de Syrie en 2016-2017 - Al Wahda Vainqueur de la Coupe de Syrie 2017 - Al-Faisaly Club Champion de Jordanie en 2016-2017 - Al-Jazira Club Vice-champion de Jordanie en 2016-2017 - Malkiya SCC Champion de Bahreïn en 2016-2017 - Manama Club Vainqueur de la coupe de Bahreïn 2017 - Al Ahed Beyrouth Champion du Liban en 2016-2017 - Al-Ansar Club Vainqueur de la coupe du Liban 2016-2017 - Dhofar Club Champion d'Oman en 2016-2017 | - Al-Qowa Al-Jawiya Champion d'Irak en 2016-2017 - Al-Zawra'a SC Vainqueur de la Coupe d'Irak 2016-2017 - Al Jaish Champion de Syrie en 2016-2017 - Al Wahda Vainqueur de la Coupe de Syrie 2017 - Al-Faisaly Club Champion de Jordanie en 2016-2017 - Al-Jazira Club Vice-champion de Jordanie en 2016-2017 - Malkiya SCC Champion de Bahreïn en 2016-2017 - Manama Club Vainqueur de la coupe de Bahreïn 2017 - Al Ahed Beyrouth Champion du Liban en 2016-2017 - Al-Ansar Club Vainqueur de la coupe du Liban 2016-2017 - Dhofar Club Champion d'Oman en 2016-2017 | - Al-Qowa Al-Jawiya Champion d'Irak en 2016-2017 - Al-Zawra'a SC Vainqueur de la Coupe d'Irak 2016-2017 - Al Jaish Champion de Syrie en 2016-2017 - Al Wahda Vainqueur de la Coupe de Syrie 2017 - Al-Faisaly Club Champion de Jordanie en 2016-2017 - Al-Jazira Club Vice-champion de Jordanie en 2016-2017 - Malkiya SCC Champion de Bahreïn en 2016-2017 - Manama Club Vainqueur de la coupe de Bahreïn 2017 - Al Ahed Beyrouth Champion du Liban en 2016-2017 - Al-Ansar Club Vainqueur de la coupe du Liban 2016-2017 - Dhofar Club Champion d'Oman en 2016-2017 | - Al-Qowa Al-Jawiya Champion d'Irak en 2016-2017 - Al-Zawra'a SC Vainqueur de la Coupe d'Irak 2016-2017 - Al Jaish Champion de Syrie en 2016-2017 - Al Wahda Vainqueur de la Coupe de Syrie 2017 - Al-Faisaly Club Champion de Jordanie en 2016-2017 - Al-Jazira Club Vice-champion de Jordanie en 2016-2017 - Malkiya SCC Champion de Bahreïn en 2016-2017 - Manama Club Vainqueur de la coupe de Bahreïn 2017 - Al Ahed Beyrouth Champion du Liban en 2016-2017 - Al-Ansar Club Vainqueur de la coupe du Liban 2016-2017 - Dhofar Club Champion d'Oman en 2016-2017 | - Al-Qowa Al-Jawiya Champion d'Irak en 2016-2017 - Al-Zawra'a SC Vainqueur de la Coupe d'Irak 2016-2017 - Al Jaish Champion de Syrie en 2016-2017 - Al Wahda Vainqueur de la Coupe de Syrie 2017 - Al-Faisaly Club Champion de Jordanie en 2016-2017 - Al-Jazira Club Vice-champion de Jordanie en 2016-2017 - Malkiya SCC Champion de Bahreïn en 2016-2017 - Manama Club Vainqueur de la coupe de Bahreïn 2017 - Al Ahed Beyrouth Champion du Liban en 2016-2017 - Al-Ansar Club Vainqueur de la coupe du Liban 2016-2017 - Dhofar Club Champion d'Oman en 2016-2017 | - Al-Qowa Al-Jawiya Champion d'Irak en 2016-2017 - Al-Zawra'a SC Vainqueur de la Coupe d'Irak 2016-2017 - Al Jaish Champion de Syrie en 2016-2017 - Al Wahda Vainqueur de la Coupe de Syrie 2017 - Al-Faisaly Club Champion de Jordanie en 2016-2017 - Al-Jazira Club Vice-champion de Jordanie en 2016-2017 - Malkiya SCC Champion de Bahreïn en 2016-2017 - Manama Club Vainqueur de la coupe de Bahreïn 2017 - Al Ahed Beyrouth Champion du Liban en 2016-2017 - Al-Ansar Club Vainqueur de la coupe du Liban 2016-2017 - Dhofar Club Champion d'Oman en 2016-2017 | - Thanh Hóa Football Club Vice-champion du Viêt Nam en 2017 - Sông Lam Nghệ An Vainqueur de la Coupe du Viêt Nam 2017 - Johor FC Champion de Malaisie en 2017 - Bali United Champion d'Indonésie en 2017 - Persija Jakarta 4e du championnat d'Indonésie en 2017 - Shan United Champion de Birmanie en 2017 - Yangon United Vice-champion de Birmanie en 2017 - Ceres FC Champion des Philippines en 2017 - Global Football Club Vice-champion des Philippines en 2017 - Tampines Rovers Vice-champion de Singapour en 2017 - Home United 3e du championnat de Singapour en 2017 | - Thanh Hóa Football Club Vice-champion du Viêt Nam en 2017 - Sông Lam Nghệ An Vainqueur de la Coupe du Viêt Nam 2017 - Johor FC Champion de Malaisie en 2017 - Bali United Champion d'Indonésie en 2017 - Persija Jakarta 4e du championnat d'Indonésie en 2017 - Shan United Champion de Birmanie en 2017 - Yangon United Vice-champion de Birmanie en 2017 - Ceres FC Champion des Philippines en 2017 - Global Football Club Vice-champion des Philippines en 2017 - Tampines Rovers Vice-champion de Singapour en 2017 - Home United 3e du championnat de Singapour en 2017 | - Thanh Hóa Football Club Vice-champion du Viêt Nam en 2017 - Sông Lam Nghệ An Vainqueur de la Coupe du Viêt Nam 2017 - Johor FC Champion de Malaisie en 2017 - Bali United Champion d'Indonésie en 2017 - Persija Jakarta 4e du championnat d'Indonésie en 2017 - Shan United Champion de Birmanie en 2017 - Yangon United Vice-champion de Birmanie en 2017 - Ceres FC Champion des Philippines en 2017 - Global Football Club Vice-champion des Philippines en 2017 - Tampines Rovers Vice-champion de Singapour en 2017 - Home United 3e du championnat de Singapour en 2017 | - Thanh Hóa Football Club Vice-champion du Viêt Nam en 2017 - Sông Lam Nghệ An Vainqueur de la Coupe du Viêt Nam 2017 - Johor FC Champion de Malaisie en 2017 - Bali United Champion d'Indonésie en 2017 - Persija Jakarta 4e du championnat d'Indonésie en 2017 - Shan United Champion de Birmanie en 2017 - Yangon United Vice-champion de Birmanie en 2017 - Ceres FC Champion des Philippines en 2017 - Global Football Club Vice-champion des Philippines en 2017 - Tampines Rovers Vice-champion de Singapour en 2017 - Home United 3e du championnat de Singapour en 2017 | - Thanh Hóa Football Club Vice-champion du Viêt Nam en 2017 - Sông Lam Nghệ An Vainqueur de la Coupe du Viêt Nam 2017 - Johor FC Champion de Malaisie en 2017 - Bali United Champion d'Indonésie en 2017 - Persija Jakarta 4e du championnat d'Indonésie en 2017 - Shan United Champion de Birmanie en 2017 - Yangon United Vice-champion de Birmanie en 2017 - Ceres FC Champion des Philippines en 2017 - Global Football Club Vice-champion des Philippines en 2017 - Tampines Rovers Vice-champion de Singapour en 2017 - Home United 3e du championnat de Singapour en 2017 | - Thanh Hóa Football Club Vice-champion du Viêt Nam en 2017 - Sông Lam Nghệ An Vainqueur de la Coupe du Viêt Nam 2017 - Johor FC Champion de Malaisie en 2017 - Bali United Champion d'Indonésie en 2017 - Persija Jakarta 4e du championnat d'Indonésie en 2017 - Shan United Champion de Birmanie en 2017 - Yangon United Vice-champion de Birmanie en 2017 - Ceres FC Champion des Philippines en 2017 - Global Football Club Vice-champion des Philippines en 2017 - Tampines Rovers Vice-champion de Singapour en 2017 - Home United 3e du championnat de Singapour en 2017 | - Thanh Hóa Football Club Vice-champion du Viêt Nam en 2017 - Sông Lam Nghệ An Vainqueur de la Coupe du Viêt Nam 2017 - Johor FC Champion de Malaisie en 2017 - Bali United Champion d'Indonésie en 2017 - Persija Jakarta 4e du championnat d'Indonésie en 2017 - Shan United Champion de Birmanie en 2017 - Yangon United Vice-champion de Birmanie en 2017 - Ceres FC Champion des Philippines en 2017 - Global Football Club Vice-champion des Philippines en 2017 - Tampines Rovers Vice-champion de Singapour en 2017 - Home United 3e du championnat de Singapour en 2017 | - Thanh Hóa Football Club Vice-champion du Viêt Nam en 2017 - Sông Lam Nghệ An Vainqueur de la Coupe du Viêt Nam 2017 - Johor FC Champion de Malaisie en 2017 - Bali United Champion d'Indonésie en 2017 - Persija Jakarta 4e du championnat d'Indonésie en 2017 - Shan United Champion de Birmanie en 2017 - Yangon United Vice-champion de Birmanie en 2017 - Ceres FC Champion des Philippines en 2017 - Global Football Club Vice-champion des Philippines en 2017 - Tampines Rovers Vice-champion de Singapour en 2017 - Home United 3e du championnat de Singapour en 2017 | - Thanh Hóa Football Club Vice-champion du Viêt Nam en 2017 - Sông Lam Nghệ An Vainqueur de la Coupe du Viêt Nam 2017 - Johor FC Champion de Malaisie en 2017 - Bali United Champion d'Indonésie en 2017 - Persija Jakarta 4e du championnat d'Indonésie en 2017 - Shan United Champion de Birmanie en 2017 - Yangon United Vice-champion de Birmanie en 2017 - Ceres FC Champion des Philippines en 2017 - Global Football Club Vice-champion des Philippines en 2017 - Tampines Rovers Vice-champion de Singapour en 2017 - Home United 3e du championnat de Singapour en 2017 |
| Tour de barrages | | | | | | | | | | | | | | | | | |
| - Al-Suwaiq Club Vainqueur de la Coupe d'Oman en 2016-2017 - Hilal Al-Quds Champion de Palestine en 2016-2017 | - Al-Suwaiq Club Vainqueur de la Coupe d'Oman en 2016-2017 - Hilal Al-Quds Champion de Palestine en 2016-2017 | - Al-Suwaiq Club Vainqueur de la Coupe d'Oman en 2016-2017 - Hilal Al-Quds Champion de Palestine en 2016-2017 | - Al-Suwaiq Club Vainqueur de la Coupe d'Oman en 2016-2017 - Hilal Al-Quds Champion de Palestine en 2016-2017 | - Al-Suwaiq Club Vainqueur de la Coupe d'Oman en 2016-2017 - Hilal Al-Quds Champion de Palestine en 2016-2017 | - Al-Suwaiq Club Vainqueur de la Coupe d'Oman en 2016-2017 - Hilal Al-Quds Champion de Palestine en 2016-2017 | - Al-Suwaiq Club Vainqueur de la Coupe d'Oman en 2016-2017 - Hilal Al-Quds Champion de Palestine en 2016-2017 | - Al-Suwaiq Club Vainqueur de la Coupe d'Oman en 2016-2017 - Hilal Al-Quds Champion de Palestine en 2016-2017 | - Al-Suwaiq Club Vainqueur de la Coupe d'Oman en 2016-2017 - Hilal Al-Quds Champion de Palestine en 2016-2017 | - Lao Toyota Champion du Laos 2017 - Boeung Ket Angkor Champion du Cambodge 2017 | - Lao Toyota Champion du Laos 2017 - Boeung Ket Angkor Champion du Cambodge 2017 | - Lao Toyota Champion du Laos 2017 - Boeung Ket Angkor Champion du Cambodge 2017 | - Lao Toyota Champion du Laos 2017 - Boeung Ket Angkor Champion du Cambodge 2017 | - Lao Toyota Champion du Laos 2017 - Boeung Ket Angkor Champion du Cambodge 2017 | - Lao Toyota Champion du Laos 2017 - Boeung Ket Angkor Champion du Cambodge 2017 | - Lao Toyota Champion du Laos 2017 - Boeung Ket Angkor Champion du Cambodge 2017 | - Lao Toyota Champion du Laos 2017 - Boeung Ket Angkor Champion du Cambodge 2017 | - Lao Toyota Champion du Laos 2017 - Boeung Ket Angkor Champion du Cambodge 2017 |

| Asie centrale | Asie centrale | Asie centrale | Asie centrale | Asie centrale | Asie centrale | Asie centrale | Asie centrale | Asie centrale | Asie du Sud | Asie du Sud | Asie du Sud | Asie du Sud | Asie du Sud | Asie du Sud | Asie du Sud | Asie du Sud | Asie du Sud | Asie de l'Est | Asie de l'Est | Asie de l'Est | Asie de l'Est | Asie de l'Est | Asie de l'Est | Asie de l'Est | Asie de l'Est | Asie de l'Est |
| Phase de groupes | Phase de groupes | Phase de groupes | Phase de groupes | Phase de groupes | Phase de groupes | Phase de groupes | Phase de groupes | Phase de groupes | Phase de groupes | Phase de groupes | Phase de groupes | Phase de groupes | Phase de groupes | Phase de groupes | Phase de groupes | Phase de groupes | Phase de groupes | Phase de groupes | Phase de groupes | Phase de groupes | Phase de groupes | Phase de groupes | Phase de groupes | Phase de groupes | Phase de groupes | Phase de groupes |
| --- | --- | --- | --- | --- | --- | --- | --- | --- | --- | --- | --- | --- | --- | --- | --- | --- | --- | --- | --- | --- | --- | --- | --- | --- | --- | --- |
| - Istiqlol Douchanbé Champion du Tadjikistan en 2017 - FK Altyn Asyr Champion du Turkménistan en 2017 - FC Alay Och Champion du Kirghizistan en 2017                          | - Istiqlol Douchanbé Champion du Tadjikistan en 2017 - FK Altyn Asyr Champion du Turkménistan en 2017 - FC Alay Och Champion du Kirghizistan en 2017                          | - Istiqlol Douchanbé Champion du Tadjikistan en 2017 - FK Altyn Asyr Champion du Turkménistan en 2017 - FC Alay Och Champion du Kirghizistan en 2017                          | - Istiqlol Douchanbé Champion du Tadjikistan en 2017 - FK Altyn Asyr Champion du Turkménistan en 2017 - FC Alay Och Champion du Kirghizistan en 2017                          | - Istiqlol Douchanbé Champion du Tadjikistan en 2017 - FK Altyn Asyr Champion du Turkménistan en 2017 - FC Alay Och Champion du Kirghizistan en 2017                          | - Istiqlol Douchanbé Champion du Tadjikistan en 2017 - FK Altyn Asyr Champion du Turkménistan en 2017 - FC Alay Och Champion du Kirghizistan en 2017                          | - Istiqlol Douchanbé Champion du Tadjikistan en 2017 - FK Altyn Asyr Champion du Turkménistan en 2017 - FC Alay Och Champion du Kirghizistan en 2017                          | - Istiqlol Douchanbé Champion du Tadjikistan en 2017 - FK Altyn Asyr Champion du Turkménistan en 2017 - FC Alay Och Champion du Kirghizistan en 2017                          | - Istiqlol Douchanbé Champion du Tadjikistan en 2017 - FK Altyn Asyr Champion du Turkménistan en 2017 - FC Alay Och Champion du Kirghizistan en 2017                          | - Aizawl Football Club Champion d'Inde en 2017 - New Radiant Champion des Maldives en 2017 - Abahani Limited Dhaka Champion du Bangladesh en 2017-2018                                                                          | - Aizawl Football Club Champion d'Inde en 2017 - New Radiant Champion des Maldives en 2017 - Abahani Limited Dhaka Champion du Bangladesh en 2017-2018                                                                          | - Aizawl Football Club Champion d'Inde en 2017 - New Radiant Champion des Maldives en 2017 - Abahani Limited Dhaka Champion du Bangladesh en 2017-2018                                                                          | - Aizawl Football Club Champion d'Inde en 2017 - New Radiant Champion des Maldives en 2017 - Abahani Limited Dhaka Champion du Bangladesh en 2017-2018                                                                          | - Aizawl Football Club Champion d'Inde en 2017 - New Radiant Champion des Maldives en 2017 - Abahani Limited Dhaka Champion du Bangladesh en 2017-2018                                                                          | - Aizawl Football Club Champion d'Inde en 2017 - New Radiant Champion des Maldives en 2017 - Abahani Limited Dhaka Champion du Bangladesh en 2017-2018                                                                          | - Aizawl Football Club Champion d'Inde en 2017 - New Radiant Champion des Maldives en 2017 - Abahani Limited Dhaka Champion du Bangladesh en 2017-2018                                                                          | - Aizawl Football Club Champion d'Inde en 2017 - New Radiant Champion des Maldives en 2017 - Abahani Limited Dhaka Champion du Bangladesh en 2017-2018                                                                          | - Aizawl Football Club Champion d'Inde en 2017 - New Radiant Champion des Maldives en 2017 - Abahani Limited Dhaka Champion du Bangladesh en 2017-2018                                                                          | - April 25 SC Champion de Corée du Nord en 2017 - Hang Yuen Football Club 3e du championnat de Taipei chinois en 2016-2017 - Casa do Sport Lisboa e Benfica Champion de Macao en 2017 | - April 25 SC Champion de Corée du Nord en 2017 - Hang Yuen Football Club 3e du championnat de Taipei chinois en 2016-2017 - Casa do Sport Lisboa e Benfica Champion de Macao en 2017 | - April 25 SC Champion de Corée du Nord en 2017 - Hang Yuen Football Club 3e du championnat de Taipei chinois en 2016-2017 - Casa do Sport Lisboa e Benfica Champion de Macao en 2017 | - April 25 SC Champion de Corée du Nord en 2017 - Hang Yuen Football Club 3e du championnat de Taipei chinois en 2016-2017 - Casa do Sport Lisboa e Benfica Champion de Macao en 2017 | - April 25 SC Champion de Corée du Nord en 2017 - Hang Yuen Football Club 3e du championnat de Taipei chinois en 2016-2017 - Casa do Sport Lisboa e Benfica Champion de Macao en 2017 | - April 25 SC Champion de Corée du Nord en 2017 - Hang Yuen Football Club 3e du championnat de Taipei chinois en 2016-2017 - Casa do Sport Lisboa e Benfica Champion de Macao en 2017 | - April 25 SC Champion de Corée du Nord en 2017 - Hang Yuen Football Club 3e du championnat de Taipei chinois en 2016-2017 - Casa do Sport Lisboa e Benfica Champion de Macao en 2017 | - April 25 SC Champion de Corée du Nord en 2017 - Hang Yuen Football Club 3e du championnat de Taipei chinois en 2016-2017 - Casa do Sport Lisboa e Benfica Champion de Macao en 2017 | - April 25 SC Champion de Corée du Nord en 2017 - Hang Yuen Football Club 3e du championnat de Taipei chinois en 2016-2017 - Casa do Sport Lisboa e Benfica Champion de Macao en 2017 |
| Tour de barrages | | | | | | | | | | | | | | | | | | | | | | | | | | |
| - FK Khodjent Vainqueur de la Coupe du Tadjikistan 2017 - FK Ahal Änew Vainqueur de la Coupe du Turkménistan 2017 - Dordoi Bichkek Vainqueur de la Coupe du Kirghizistan 2017 | - FK Khodjent Vainqueur de la Coupe du Tadjikistan 2017 - FK Ahal Änew Vainqueur de la Coupe du Turkménistan 2017 - Dordoi Bichkek Vainqueur de la Coupe du Kirghizistan 2017 | - FK Khodjent Vainqueur de la Coupe du Tadjikistan 2017 - FK Ahal Änew Vainqueur de la Coupe du Turkménistan 2017 - Dordoi Bichkek Vainqueur de la Coupe du Kirghizistan 2017 | - FK Khodjent Vainqueur de la Coupe du Tadjikistan 2017 - FK Ahal Änew Vainqueur de la Coupe du Turkménistan 2017 - Dordoi Bichkek Vainqueur de la Coupe du Kirghizistan 2017 | - FK Khodjent Vainqueur de la Coupe du Tadjikistan 2017 - FK Ahal Änew Vainqueur de la Coupe du Turkménistan 2017 - Dordoi Bichkek Vainqueur de la Coupe du Kirghizistan 2017 | - FK Khodjent Vainqueur de la Coupe du Tadjikistan 2017 - FK Ahal Änew Vainqueur de la Coupe du Turkménistan 2017 - Dordoi Bichkek Vainqueur de la Coupe du Kirghizistan 2017 | - FK Khodjent Vainqueur de la Coupe du Tadjikistan 2017 - FK Ahal Änew Vainqueur de la Coupe du Turkménistan 2017 - Dordoi Bichkek Vainqueur de la Coupe du Kirghizistan 2017 | - FK Khodjent Vainqueur de la Coupe du Tadjikistan 2017 - FK Ahal Änew Vainqueur de la Coupe du Turkménistan 2017 - Dordoi Bichkek Vainqueur de la Coupe du Kirghizistan 2017 | - FK Khodjent Vainqueur de la Coupe du Tadjikistan 2017 - FK Ahal Änew Vainqueur de la Coupe du Turkménistan 2017 - Dordoi Bichkek Vainqueur de la Coupe du Kirghizistan 2017 | - Bengaluru FC Vainqueur de la Coupe d'Inde 2016-2017 - TC Sports Club Vainqueur de la Coupe des Maldives 2017 - Transport United Champion du Bhoutan en 2017 - Saif Sporting Club 4e du championnat du Bangladesh en 2017-2018 | - Bengaluru FC Vainqueur de la Coupe d'Inde 2016-2017 - TC Sports Club Vainqueur de la Coupe des Maldives 2017 - Transport United Champion du Bhoutan en 2017 - Saif Sporting Club 4e du championnat du Bangladesh en 2017-2018 | - Bengaluru FC Vainqueur de la Coupe d'Inde 2016-2017 - TC Sports Club Vainqueur de la Coupe des Maldives 2017 - Transport United Champion du Bhoutan en 2017 - Saif Sporting Club 4e du championnat du Bangladesh en 2017-2018 | - Bengaluru FC Vainqueur de la Coupe d'Inde 2016-2017 - TC Sports Club Vainqueur de la Coupe des Maldives 2017 - Transport United Champion du Bhoutan en 2017 - Saif Sporting Club 4e du championnat du Bangladesh en 2017-2018 | - Bengaluru FC Vainqueur de la Coupe d'Inde 2016-2017 - TC Sports Club Vainqueur de la Coupe des Maldives 2017 - Transport United Champion du Bhoutan en 2017 - Saif Sporting Club 4e du championnat du Bangladesh en 2017-2018 | - Bengaluru FC Vainqueur de la Coupe d'Inde 2016-2017 - TC Sports Club Vainqueur de la Coupe des Maldives 2017 - Transport United Champion du Bhoutan en 2017 - Saif Sporting Club 4e du championnat du Bangladesh en 2017-2018 | - Bengaluru FC Vainqueur de la Coupe d'Inde 2016-2017 - TC Sports Club Vainqueur de la Coupe des Maldives 2017 - Transport United Champion du Bhoutan en 2017 - Saif Sporting Club 4e du championnat du Bangladesh en 2017-2018 | - Bengaluru FC Vainqueur de la Coupe d'Inde 2016-2017 - TC Sports Club Vainqueur de la Coupe des Maldives 2017 - Transport United Champion du Bhoutan en 2017 - Saif Sporting Club 4e du championnat du Bangladesh en 2017-2018 | - Bengaluru FC Vainqueur de la Coupe d'Inde 2016-2017 - TC Sports Club Vainqueur de la Coupe des Maldives 2017 - Transport United Champion du Bhoutan en 2017 - Saif Sporting Club 4e du championnat du Bangladesh en 2017-2018 | - Hwaebul Sports Club Vice-champion de Corée du Nord en 2017 - Erchim Champion de Mongolie en 2017                                                                                    | - Hwaebul Sports Club Vice-champion de Corée du Nord en 2017 - Erchim Champion de Mongolie en 2017                                                                                    | - Hwaebul Sports Club Vice-champion de Corée du Nord en 2017 - Erchim Champion de Mongolie en 2017                                                                                    | - Hwaebul Sports Club Vice-champion de Corée du Nord en 2017 - Erchim Champion de Mongolie en 2017                                                                                    | - Hwaebul Sports Club Vice-champion de Corée du Nord en 2017 - Erchim Champion de Mongolie en 2017                                                                                    | - Hwaebul Sports Club Vice-champion de Corée du Nord en 2017 - Erchim Champion de Mongolie en 2017                                                                                    | - Hwaebul Sports Club Vice-champion de Corée du Nord en 2017 - Erchim Champion de Mongolie en 2017                                                                                    | - Hwaebul Sports Club Vice-champion de Corée du Nord en 2017 - Erchim Champion de Mongolie en 2017                                                                                    | - Hwaebul Sports Club Vice-champion de Corée du Nord en 2017 - Erchim Champion de Mongolie en 2017                                                                                    |

## Résultats

### Tour préliminaire
| Équipe 1           | Résultat | Équipe 2                | Aller | Retour |
| ------------------ | -------- | ----------------------- | ----- | ------ |
| Dordoi Bichkek     | 3 - 5    | FK Ahal Änew            | 1 - 3 | 2 - 2  |
| Saif Sporting Club | 1 - 4    | TC Sports Club          | 0 - 1 | 1 - 3  |
| Transport United   | 0 - 3    | Bengaluru Football Club | 0 - 0 | 0 - 3  |

### Barrages
| Équipe 1          | Résultat | Équipe 2                | Aller | Retour |
| ----------------- | -------- | ----------------------- | ----- | ------ |
| Hilal Al-Quds     | 1 - 2    | Al-Suwaiq Club          | 0 - 1 | 1 - 1  |
| FK Ahal Änew      | 3 - 0    | FK Khodjent             | 1 - 0 | 2 - 0  |
| TC Sports Club    | 2 - 8    | Bengaluru Football Club | 2 - 3 | 0 - 5  |
| Erchim            | 0 - 7    | Hwaebul Sports Club     | 0 - 4 | 0 - 3  |
| Boeung Ket Angkor | 4 - 3    | Lao Toyota              | 3 - 3 | 1 - 0  |

### Phase de groupes
Le tirage au sort pour la phase de groupes se tient le 13 décembre 2017. Les 36 équipes participantes sont réparties en neuf groupes de quatre : trois groupes pour les zones Ouest et ASEAN et un groupe pour chacune des autres zones, à savoir l'Asie centrale, l'Asie du Sud et l'Asie de l'Est.
- Les vainqueurs et le meilleur second des groupes des zones Ouest et ASEAN se qualifient pour les demi-finales de zone.
- Les vainqueurs des groupes Asie centrale, Asie du Sud et Asie de l'Est se qualifient pour les demi-finales inter-zones.

Légende des résultats
- Victoire à domicile
- Match nul
- Victoire à l'extérieur

#### Groupe A
| Rang | Équipe            | Pts | J | G | N | P | Bp | Bc | Diff |  | Résultats (▼ dom., ► ext.) |     |     |     |     |
| ---- | ----------------- | --- | - | - | - | - | -- | -- | ---- |  | -------------------------- | --- | --- | --- | --- |
| 1    | Al-Jazira Club    | 14  | 6 | 4 | 2 | 0 | 13 | 6  | +7   |  | Al-Jazira Club             |     | 1-1 | 1-0 | 4-0 |
| 2    | Al-Qowa Al-Jawiya | 12  | 6 | 3 | 3 | 0 | 11 | 7  | +4   |  | Al-Qowa Al-Jawiya          | 2-2 |     | 1-1 | 2-0 |
| 3    | Malkiya SCC       | 7   | 6 | 2 | 1 | 3 | 11 | 10 | +1   |  | Malkiya SCC                | 1-2 | 3-4 |     | 4-1 |
| 4    | Al-Suwaiq Club    | 0   | 6 | 0 | 0 | 6 | 4  | 16 | -12  |  | Al-Suwaiq Club             | 2-3 | 0-1 | 1-2 |     |

#### Groupe B
| Rang | Équipe           | Pts | J | G | N | P | Bp | Bc | Diff |  | Résultats (▼ dom., ► ext.) |     |     |     |     |
| ---- | ---------------- | --- | - | - | - | - | -- | -- | ---- |  | -------------------------- | --- | --- | --- | --- |
| 1    | Al Ahed Beyrouth | 12  | 6 | 3 | 3 | 0 | 11 | 5  | +6   |  | Al Ahed Beyrouth           |     | 1-1 | 1-1 | 3-1 |
| 2    | Al-Zawra'a SC    | 10  | 6 | 2 | 4 | 0 | 8  | 5  | +3   |  | Al-Zawra'a SC              | 1-1 |     | 0-0 | 2-1 |
| 3    | Al Jaish Damas   | 7   | 6 | 1 | 4 | 1 | 4  | 6  | -2   |  | Al Jaish Damas             | 1-4 | 1-1 |     | 1-0 |
| 4    | Manama Club      | 1   | 6 | 0 | 1 | 5 | 3  | 10 | -7   |  | Manama Club                | 0-1 | 1-3 | 0-0 |     |

#### Groupe C
| Rang | Équipe          | Pts | J | G | N | P | Bp | Bc | Diff |  | Résultats (▼ dom., ► ext.) |     |     |     |     |
| ---- | --------------- | --- | - | - | - | - | -- | -- | ---- |  | -------------------------- | --- | --- | --- | --- |
| 1    | Al-Faisaly Club | 13  | 6 | 4 | 1 | 1 | 10 | 5  | +5   |  | Al-Faisaly Club            |     | 1-0 | 2-0 | 2-2 |
| 2    | Dhofar Club     | 8   | 6 | 2 | 2 | 2 | 4  | 5  | -1   |  | Dhofar Club                | 1-0 |     | 0-2 | 2-0 |
| 3    | Al-Ansar Club   | 7   | 6 | 2 | 1 | 3 | 6  | 7  | -1   |  | Al-Ansar Club              | 1-3 | 1-1 |     | 1-0 |
| 4    | Al Wahda Club   | 5   | 6 | 1 | 2 | 3 | 5  | 8  | -3   |  | Al Wahda Club              | 1-2 | 0-0 | 2-1 |     |

#### Groupe D
| Rang | Équipe             | Pts | J | G | N | P | Bp | Bc | Diff |  | Résultats (▼ dom., ► ext.) |     |     |     |     |
| ---- | ------------------ | --- | - | - | - | - | -- | -- | ---- |  | -------------------------- | --- | --- | --- | --- |
| 1    | FK Altyn Asyr      | 14  | 6 | 4 | 2 | 0 | 17 | 7  | +10  |  | FK Altyn Asyr              |     | 2-2 | 1-0 | -   |
| 2    | Istiqlol Douchanbé | 13  | 6 | 4 | 1 | 1 | 10 | 7  | +3   |  | Istiqlol Douchanbé         | 2-3 |     | 1-0 | 1-0 |
| 3    | FK Ahal Änew       | 7   | 6 | 2 | 1 | 3 | 8  | 5  | +3   |  | FK Ahal Änew               | 0-0 | -   |     | 5-0 |
| 4    | FC Alay Och        | 0   | 6 | 0 | 0 | 6 | 7  | 23 | -16  |  | FC Alay Och                | 3-6 | 2-3 | 2-3 |     |

#### Groupe E
| Rang | Équipe                  | Pts | J | G | N | P | Bp | Bc | Diff |  | Résultats (▼ dom., ► ext.) |     |     |     |     |
| ---- | ----------------------- | --- | - | - | - | - | -- | -- | ---- |  | -------------------------- | --- | --- | --- | --- |
| 1    | Bengaluru Football Club | 15  | 6 | 5 | 0 | 1 | 14 | 3  | +11  |  | Bengaluru Football Club    |     | 1-0 | 1-0 | 5-0 |
| 2    | New Radiant             | 12  | 6 | 4 | 0 | 2 | 12 | 5  | +7   |  | New Radiant                | 2-0 |     | 5-1 | 3-1 |
| 3    | Abahani Limited Dhaka   | 4   | 6 | 1 | 1 | 4 | 5  | 12 | -7   |  | Abahani Limited Dhaka      | 0-4 | 0-1 |     | 1-1 |
| 4    | Aizawl FC               | 4   | 6 | 1 | 1 | 4 | 5  | 16 | -11  |  | Aizawl FC                  | 1-3 | 2-1 | 0-3 |     |

#### Groupe F
| Rang | Équipe                    | Pts | J | G | N | P | Bp | Bc | Diff |  | Résultats (▼ dom., ► ext.) |     |     |     |     |
| ---- | ------------------------- | --- | - | - | - | - | -- | -- | ---- |  | -------------------------- | --- | --- | --- | --- |
| 1    | Home United               | 13  | 6 | 4 | 1 | 1 | 15 | 6  | +9   |  | Home United                |     | 1-1 | 6-0 | 3-2 |
| 2    | Ceres-Negros FC           | 13  | 6 | 4 | 1 | 1 | 17 | 3  | +14  |  | Ceres-Negros FC            | 0-2 |     | 9-0 | 2-0 |
| 3    | Shan United Football Club | 6   | 6 | 2 | 0 | 4 | 8  | 24 | -16  |  | Shan United Football Club  | 3-2 | 0-4 |     | 1-2 |
| 4    | Boeung Ket Angkor         | 3   | 6 | 1 | 0 | 5 | 5  | 12 | -7   |  | Boeung Ket Angkor          | 0-1 | 0-1 | 1-4 |     |

#### Groupe G
| Rang | Équipe                  | Pts | J | G | N | P | Bp | Bc | Diff |  | Résultats (▼ dom., ► ext.) |     |     |     |     |
| ---- | ----------------------- | --- | - | - | - | - | -- | -- | ---- |  | -------------------------- | --- | --- | --- | --- |
| 1    | Yangon United           | 13  | 6 | 4 | 1 | 1 | 15 | 9  | +6   |  | Yangon United              |     | 3-0 | 2-1 | 3-2 |
| 2    | Global Cebu FC          | 8   | 6 | 2 | 2 | 2 | 9  | 10 | -1   |  | Global Cebu FC             | 2-1 |     | 3-3 | 1-1 |
| 3    | Thanh Hóa Football Club | 6   | 6 | 1 | 3 | 2 | 9  | 11 | -2   |  | Thanh Hóa Football Club    | 3-3 | 1-0 |     | 0-0 |
| 4    | Bali United             | 5   | 6 | 1 | 2 | 3 | 8  | 11 | -3   |  | Bali United                | 1-3 | 1-3 | 3-1 |     |

#### Groupe H
| Rang | Équipe                | Pts | J | G | N | P | Bp | Bc | Diff |  | Résultats (▼ dom., ► ext.) |     |     |     |     |
| ---- | --------------------- | --- | - | - | - | - | -- | -- | ---- |  | -------------------------- | --- | --- | --- | --- |
| 1    | Persija Jakarta       | 13  | 6 | 4 | 1 | 1 | 13 | 6  | +7   |  | Persija Jakarta            |     | 1-0 | 4-0 | 4-1 |
| 2    | Sông Lam Nghệ An      | 10  | 6 | 3 | 1 | 2 | 8  | 5  | +3   |  | Sông Lam Nghệ An           | 0-0 |     | 2-0 | 2-1 |
| 3    | Johor Darul Ta'zim FC | 10  | 6 | 3 | 1 | 2 | 8  | 9  | -1   |  | Johor Darul Ta'zim FC      | 3-0 | 3-2 |     | 2-1 |
| 4    | Tampines Rovers       | 1   | 6 | 0 | 1 | 5 | 5  | 14 | -9   |  | Tampines Rovers            | 2-4 | 0-2 | 0-0 |     |

#### Groupe I
| Rang | Équipe                         | Pts | J | G | N | P | Bp | Bc | Diff |  | Résultats (▼ dom., ► ext.)     |     |     |     |     |
| ---- | ------------------------------ | --- | - | - | - | - | -- | -- | ---- |  | ------------------------------ | --- | --- | --- | --- |
| 1    | April 25 SC                    | 18  | 6 | 6 | 0 | 0 | 23 | 2  | +21  |  | April 25 SC                    |     | 8-0 | 1-0 | 5-1 |
| 2    | Casa do Sport Lisboa e Benfica | 12  | 6 | 4 | 0 | 2 | 13 | 15 | -2   |  | Casa do Sport Lisboa e Benfica | 0-2 |     | 3-0 | 3-2 |
| 3    | Hwaebul Sports Club            | 6   | 6 | 2 | 0 | 4 | 9  | 10 | -1   |  | Hwaebul Sports Club            | 0-2 | 2-3 |     | 6-1 |
| 4    | Hang Yuen FC                   | 0   | 6 | 0 | 0 | 6 | 6  | 24 | -18  |  | Hang Yuen FC                   | 1-5 | 1-4 | 0-1 |     |

#### Classement des meilleurs deuxièmes
Les équipes ayant terminé à la deuxième place des groupes A, B et C d'une part et des groupes F, G et H d'autre part sont classées afin de déterminer les deux derniers qualifiés pour la phase finale.
| Rang | Équipe            | Pts | J | G | N | P | Bp | Bc | Diff |
| ---- | ----------------- | --- | - | - | - | - | -- | -- | ---- |
| 1    | Al-Qowa Al-Jawiya | 12  | 6 | 3 | 3 | 0 | 11 | 7  | +4   |
| 2    | Al-Zawra'a SC     | 10  | 6 | 2 | 4 | 0 | 8  | 5  | +3   |
| 3    | Dhofar Club       | 8   | 6 | 2 | 2 | 2 | 4  | 5  | -1   |

| Rang | Équipe           | Pts | J | G | N | P | Bp | Bc | Diff |
| ---- | ---------------- | --- | - | - | - | - | -- | -- | ---- |
| 1    | Ceres-Negros FC  | 13  | 6 | 4 | 1 | 1 | 17 | 3  | +14  |
| 2    | Sông Lam Nghệ An | 10  | 6 | 3 | 1 | 2 | 8  | 5  | +3   |
| 3    | Global Cebu FC   | 8   | 6 | 2 | 2 | 2 | 9  | 10 | -1   |

### Phase finale

#### Phase finale de la zone ASEAN
Les quatre équipes issues de la zone ASEAN (groupes F, G et H) s'affrontent pour déterminer l'équipe qualifiée pour la phase finale.
|  | Demi-finales    | Demi-finales    | Demi-finales   | Demi-finales   |                 |                 | Finale | Finale | Finale | Finale |
|  |                 |                 |                |                |                 |                 |        |        |        |        |
|  |                 |                 |                |                |                 |                 |        |        |        |        |
|  | Ceres-Negros FC | Ceres-Negros FC | 4              | 2              |                 |                 |        |        |        |        |
|  | Ceres-Negros FC | Ceres-Negros FC | 4              | 2              |                 |                 |        |        |        |        |
|  | Yangon United   | Yangon United   | 2              | 3              |                 |                 |        |        |        |        |
|  | Yangon United   | Yangon United   | 2              | 3              | Ceres-Negros FC | Ceres-Negros FC | 1      | 0      |        |        |
|  |                 |                 |                |                | Ceres-Negros FC | Ceres-Negros FC | 1      | 0      |        |        |
|  |                 |                 | Home United FC | Home United FC | 1               | 2               |        |        |        |        |
|  | Home United FC  | Home United FC  | Home United FC | Home United FC | 1               | 2               | 3      | 3      |        |        |
|  | Home United FC  | Home United FC  |                |                |                 |                 |        | 3      |        |        |
|  | Persija Jakarta | Persija Jakarta | 2              | 1              |                 |                 |        |        |        |        |
|  | Persija Jakarta | Persija Jakarta | 2              | 1              |                 |                 |        |        |        |        |

- Home United FC se qualifie pour les quarts de la finale de la compétition.

#### Phase finale
Le vainqueur de la zone ASEAN rejoint les sept autres équipes déjà qualifiées via la phase de poules.
|  | Quarts de finale  | Quarts de finale  | Quarts de finale  | Quarts de finale  |                   |                   | Demi-finales | Demi-finales | Demi-finales | Demi-finales |  |  | Finale | Finale | Finale | Finale |
|  |                   |                   |                   |                   |                   |                   |              |              |              |              |  |  |        |        |        |        |
|  |                   |                   |                   |                   |                   |                   |              |              |              |              |  |  |        |        |        |        |
|  |                   |                   |                   |                   |                   |                   |              |              |              |              |  |  |        |        |        |        |
|  | Al-Jazira Club    | Al-Jazira Club    | 1                 | 1                 |                   |                   |              |              |              |              |  |  |        |        |        |        |
|  | Al-Jazira Club    | Al-Jazira Club    | 1                 | 1                 |                   |                   |              |              |              |              |  |  |        |        |        |        |
|  | Al-Faisaly Club   | Al-Faisaly Club   | 1                 | 0                 |                   |                   |              |              |              |              |  |  |        |        |        |        |
|  | Al-Faisaly Club   | Al-Faisaly Club   | 1                 | 0                 | Al-Jazira Club    | Al-Jazira Club    | 0            | 1            |              |              |  |  |        |        |        |        |
|  |                   |                   |                   |                   | Al-Jazira Club    | Al-Jazira Club    | 0            | 1            |              |              |  |  |        |        |        |        |
|  |                   |                   | Al-Qowa Al-Jawiya | Al-Qowa Al-Jawiya | 1                 | 3                 |              |              |              |              |  |  |        |        |        |        |
|  | Al-Qowa Al-Jawiya | Al-Qowa Al-Jawiya | Al-Qowa Al-Jawiya | Al-Qowa Al-Jawiya | 1                 | 3                 | 3            | 2            |              |              |  |  |        |        |        |        |
|  | Al-Qowa Al-Jawiya | Al-Qowa Al-Jawiya |                   |                   |                   |                   |              | 2            |              |              |  |  |        |        |        |        |
|  | Al Ahed Beyrouth  | Al Ahed Beyrouth  | 1                 | 2                 |                   |                   |              |              |              |              |  |  |        |        |        |        |
|  | Al Ahed Beyrouth  | Al Ahed Beyrouth  | 1                 | 2                 | Al-Qowa Al-Jawiya | Al-Qowa Al-Jawiya | 2            | 2            |              |              |  |  |        |        |        |        |
|  |                   |                   |                   |                   | Al-Qowa Al-Jawiya | Al-Qowa Al-Jawiya | 2            | 2            |              |              |  |  |        |        |        |        |
|  |                   |                   | FK Altyn Asyr     | FK Altyn Asyr     | 0                 | 0                 |              |              |              |              |  |  |        |        |        |        |
|  | Home United FC    | Home United FC    | FK Altyn Asyr     | FK Altyn Asyr     | 0                 | 0                 | 0            | 1            |              |              |  |  |        |        |        |        |
|  | Home United FC    | Home United FC    |                   |                   |                   |                   |              |              |              |              |  |  |        |        |        |        |
|  | April 25 SC       | April 25 SC       | 2                 | 9                 |                   |                   |              |              |              |              |  |  |        |        |        |        |
|  | April 25 SC       | April 25 SC       | 2                 | 9                 | April 25 SC       | April 25 SC       | 2            | 1            |              |              |  |  |        |        |        |        |
|  |                   |                   |                   |                   | April 25 SC       | April 25 SC       | 2            | 1            |              |              |  |  |        |        |        |        |
|  |                   |                   | FK Altyn Asyr     | FK Altyn Asyr     | 2                 | 1                 |              |              |              |              |  |  |        |        |        |        |
|  | Bengaluru FC      | Bengaluru FC      | FK Altyn Asyr     | FK Altyn Asyr     | 2                 | 1                 | 2            | 0            |              |              |  |  |        |        |        |        |
|  | Bengaluru FC      | Bengaluru FC      |                   |                   |                   |                   |              | 0            |              |              |  |  |        |        |        |        |
|  | FK Altyn Asyr     | FK Altyn Asyr     | 3                 | 2                 |                   |                   |              |              |              |              |  |  |        |        |        |        |
|  | FK Altyn Asyr     | FK Altyn Asyr     | 3                 | 2                 |                   |                   |              |              |              |              |  |  |        |        |        |        |
|  |                   |                   |                   |                   |                   |                   |              |              |              |              |  |  |        |        |        |        |

#### Finale
| 27 octobre 2018 | Al-Qowa Al-Jawiya      | 2 - 0 | FK Altyn Asyr | Basra Sports City Stadium, Bassorah                    |                                                        |
| 19:00           | Ahmad 22e · Bayesh 57e |       |               | Spectateurs : 24 665 Arbitrage : Abdulrahman Al-Jassim | Spectateurs : 24 665 Arbitrage : Abdulrahman Al-Jassim |
| 19:00           | (Rapport)              |       |               | Spectateurs : 24 665 Arbitrage : Abdulrahman Al-Jassim | Spectateurs : 24 665 Arbitrage : Abdulrahman Al-Jassim |